# Maria Ehrenberg (Botanikerin)
Maria Ehrenberg (* 4. November 1919 in Göttingen, Deutschland) ist eine deutsche Botanikerin und Hochschullehrerin. Sie war ab 1968 Professorin an der Julius-Maximilians-Universität Würzburg.

## Leben und Werk
Ehrenberg wurde als die Tochter der Bibliothekarin Helene Frey und des Göttinger Professors für Physiologische Chemie, Rudolf Ehrenberg, in Göttingen geboren. Sie besuchte von 1930 bis 1934 das Oberlyzeum in Göttingen, studierte zuerst Sozialpädagogik und ab 1942 Naturwissenschaften an der Georg-August-Universität Göttingen. Während des Zweiten Weltkrieges studierte sie an der Universität Greifswald und promovierte 1949 in Botanik an der Georg-August-Universität Göttingen mit der Dissertation Beziehungen zwischen Fermenttätigkeit und Blattbewegung bei Phaseolus multiflorus unter verschiedenen photoperiodischen Bedingungen.
Sie setzte ihre Forschungen in diesem Bereich fort und erhielt 1953 in dem Botanischen Institut der Tierärztlichen Hochschule Hannover eine Assistenzstelle. Hier forschte sie mit radioaktiven Isotopen unter anderem bei Untersuchungen zur Energieübertragung bei der Photosynthese, ein Arbeitsgebiet des Botanikers Wilhelm Simonis. Sie wechselte 1958 mit Simonis an die Julius-Maximilians-Universität Würzburg und war dort zunächst bei dem Bau und der Ausstattung des neuen Botanischen Instituts beteiligt. Mit der Habilitationsschrift über den Phosphorstoffwechsel eines Hefepilzes habilitierte sie sich 1961. Es wurde ihr die kommissarische Vertretung der Mikrobiologie übertragen, da es in der biologischen Fakultät in den sechziger Jahren noch keinen Lehrstuhl für Mikrobiologie gab. Sie wurde 1968 zur außerplanmäßigen Professorin und 1978 zur ordentlichen Professorin ernannt. Am 1. Oktober 1984 trat sie in den Ruhestand.

## Auszeichnungen
- 1981: Medaille der Universität Kairo

## Veröffentlichungen (Auswahl)
- Die Höhe des Lichteffektes auf Wachstum und Stoffwechsel von Saccharomyces cerevisiae in Abhängigkeit vom Phasenstatus der Vorkulturzellen. In: Archiv. Mikrobiol. 61, S. 20–29, 1968.